# Víctor Sada
Víctor Sada Remisa (8 de marzo de 1984, Badalona, Barcelona) es un exbaloncestista español que disputó 15 temporadas como profesional. Mide 1,92 metros de altura, pesa 93 kg y jugaba en la posición de base. El 22 de octubre de 2018 anunció su retirada del baloncesto.'

## Historia
Hermano del también exbaloncestista Adolfo Sada, e hijo de Adolfo Sada se formó en las categorías inferiores del F. C. Barcelona, debutando en la Liga ACB con el primer equipo el 16 de octubre de 2003. En esa temporada disputó 12 partidos y contribuyó a conquistar la Liga ACB 2003/2004.
En 2004 y 2005 alternó sus actuaciones en el primer equipo con el equipo filial, el F. C. Barcelona B, de la Liga EBA. En la temporada 2005-2006 se consolidó como un integrante de pleno derecho del primer equipo gracias a la confianza del por entonces entrenador barcelonista, Duško Ivanović.
En la temporada 2006-2007 el base catalán dejó el F. C. Barcelona y fichó por el Akasvayu Girona en el que estuvo a las órdenes del entrenador que le había hecho debutar en la ACB, Svetislav Pešić. En el equipo gerundense estuvo dos temporadas y fue uno de los mayores responsables de que el equipo se hiciera con el primer título continental de su historia, la Eurocopa de la FIBA 2006/2007.
En la temporada 2008-09 tras la pérdida de categoría del Akasvayu por problemas económicos el jugador vuelve al F. C. Barcelona,
Ha sido internacional con la selección española Sub-20, con la selección española B y ha sido una vez internacional con la selección absoluta contra la selección de Portugal en un partido correspondiente a la preparación para los juegos olímpicos de Pekín 2008.
En julio de 2012, tras meses de desacuardo para negociar su renovación de contrato, el FC Barcelona Regal decidió prescindir del jugador al considerar que sus exigencias eran demasiado elevadas para los intereses de club, pero en días posteriores, un nuevo acercamiento por parte del jugador permitió retomar las negociaciones. El  17 de agosto, tras su participación en los juegos olímpicos de Londres 2012 con la selección española, el FC Barcelona Regal hizo oficial su renovación para las dos próximas temporadas, con opción de prórroga por parte del club.
El 13 de agosto de 2014 se hace oficial su fichaje por el MoraBanc Androrra.